# سالكس أو إس
سالكس أو إس (بالإنجليزية: Salix OS)‏ هي توزيعة لينكس مبنية على سلاكوير.

## وصلات خارجية
- الموقع الرسمي